# Joseph Higonet
Joseph Higonet (* 11. Dezember 1771 in Saint-Geniez-d’Olt; † 14. Oktober 1806 gefallen bei Poppel, Gemeinde Lanitz-Hassel-Tal) war ein französischer Colonel der Infanterie. 

## Leben
Higonet ist der älteste Sohn des Apothekers Joseph Higonet und dessen Ehefrau Marie Massabeau; General Philippe Higonet ist einer seiner jüngeren Brüder. 
Am 4. Juli 1792 trat Higonet in die Armee ein und konnte sich sehr schnell auszeichnen. Die Belagerung von Toulon (September/Dezember 1793) war er bereits im Rang eines Capitaine eingesetzt und wurde dort an der linken Schulter verwundet. 
1796 schloss er sich Napoleons Italienfeldzug an und kämpfte bei Rivoli (14./15. Januar 1797). Nach weiteren Beförderungen meldete er sich im darauffolgenden Jahr zur ägyptischen Expedition. Er kämpfte bei den Pyramiden (21. Juli 1798) und half mit, al-Arisch (Februar 1799) und Akkon (März/Mai 1799) zu belagern. 
In der Schlacht bei Heliopolis (20. März 1800) wie auch vor Alexandria (21. März 1801) wurde er schwer verwundet. Damals war Higonet bereits Mitglied des Generalstabs der Invasionsarmee. 
Higonet kam nach Frankreich zurück und wurde wieder gesund. 1805 kämpfte er im Rang eines Colonels in Österreich und Preußen. Er bewährte sich vor Haslach-Jungingen (11. Oktober 1805), Steyr (4. November 1805), Dürnstein (11. November 1805), Mariazell (8. November 1805) und Austerlitz (2. Dezember 1805). 
Higonet nahm an der Schlacht bei Jena und Auerstedt (14. Oktober 1806) teil und war anfangs sehr erfolgreich. Im Lauf des Tages wendete sich sein Schicksal und er fiel bei Poppel. Seine letzte Ruhestätte fand er am Rande des Schlachtfeldes.

## Ehrungen
- Sein Name findet sich am östlichen Pfeiler (18. Spalte) des Triumphbogens am Place Charles-de-Gaulle (Paris).